# Galbuli
Galbuli là một trong hai phân bộ thuộc bộ Gõ kiến (Piciformes). Phân bộ này có hai họ, Bucconidae và Galbulidae, đều cùng phân bố rộng ở vùng nhiệt đới Tân thế giới (đối lập với mức phân bố toàn cầu của phân bộ Pici).

## Hệ thống học
Ban đầu, các loài thuộc Bucconidae và Galbulidae vốn không được cho là có họ hàng gần với chim toucan và gõ kiến, có họ hàng gần với bộ Coraciiformes. Tuy nhiên, nghiên cứu phân tích DNA nhân năm 2003 đã xếp chúng là nhóm chị em với Pici, đồng thời cho thấy rằng các nhánh này đã phát triển dạng bàn chân có hai ngón hướng về phía trước và hai ngón hướng về phía sau trước khi được tách ra. Nghiên cứu phân tích DNA bộ gen của Ericson và các đồng nghiệp đã xác nhận rằng Bucconidae và Galbulidae là nhóm chị em và xếp chúng trong bộ Piciformes. Nhánh này đôi khi được nâng lên cấp bộ là Galbuliformes, do Sibley và Ahlquist đề xuất lần đầu tiên vào năm 1990.

### Phân loại
Hệ thống phân loại dưới đây dựa trên nghiên cứu năm 2004 của Witt.
- Phân bộ Galbuli
  - Họ Bucconidae
    - Chi Nonnula
      - Nonnula rubecula
      - Nonnula ruficapilla
      - Nonnula amaurocephala
      - Nonnula frontalis
      - Nonnula sclateri
      - Nonnula brunnea

    - Chi Malacoptila
      - Malacoptila fusca
      - Malacoptila semicincta
      - Malacoptila striata
      - Malacoptila fulvogularis
      - Malacoptila rufa
      - Malacoptila panamensis
      - Malacoptila mystacalis

    - Chi Bucco
      - Bucco capensis

    - Chi Nystalus
      - Nystalus maculatus
      - Nystalus radiatus
      - Nystalus obamai
      - Nystalus striolatus
      - Nystalus chacuru

    - Chi Chelidoptera
      - Chelidoptera tenebrosa

    - Chi Monasa
      - Monasa morphoeus
      - Monasa flavirostris
      - Monasa nigrifrons
      - Monasa atra

    - Chi Hapaloptila
      - Hapaloptila castanea

    - Chi Micromonacha
      - Micromonacha lanceolata

    - Chi Cyphos
      - Cyphos macrodactylus

    - Chi Hypnelus
      - Hypnelus ruficollis

    - Chi Nystactes [sv]
      - Nystactes tamatia
      - Nystactes noanamae

    - Chi Notharchus
      - Notharchus ordii
      - Notharchus tectus
      - Notharchus pectoralis
      - Notharchus hyperrynchus
      - Notharchus macrorhynchos
      - Notharchus swainsoni

  - Họ Galbulidae
    - Chi Jacamaralcyon
      - Jacamaralcyon tridactyla

    - Chi Brachygalba
      - Brachygalba salmoni
      - Brachygalba goeringi
      - Brachygalba lugubris
      - Brachygalba albogularis

    - Chi Jacamerops
      - Jacamerops aureus

    - Chi Galbalcyrhynchus
      - Galbalcyrhynchus leucotis
      - Galbalcyrhynchus purusianus

    - Chi Galbula
      - Galbula albirostris
      - Galbula cyanicollis
      - Galbula ruficauda
      - Galbula pastazae
      - Galbula galbula
      - Galbula tombacea
      - Galbula cyanescens
      - Galbula chalcothorax
      - Galbula leucogastra
      - Galbula dea